# Tiếng M'Nông
Tiếng M'Nông (còn gọi là Pnong hoặc Bunong) (Bunong: ឞូន៝ង) là ngôn ngữ thuộc ngữ chi Bahnar của người M'Nông, một dân tộc cư trú ở vùng Tây Nguyên ở Việt Nam và người Pnong ở vùng Mondulkiri ở đông bắc Campuchia.
Tiếng M'Nông là thành viên của ngữ chi Bahnar thuộc họ ngôn ngữ Môn-Khmer của ngữ hệ Nam Á 

## Phân bố
Ở Việt Nam, tiếng M'Nông được nói ở huyện Lắk của tỉnh Đắk Lắk, huyện Đăk Song, Đăk Mil, Đăk R'Lấp, Krông Nô, thành phố Gia Nghĩa và các khu vực lân cận ở tỉnh Đắk Nông (Nguyễn & Trương 2009).

## Phân loại
Theo Ethnologue, có bốn phương ngữ chính: Trung, Đông, Nam (tất cả được nói ở Việt Nam) và Kraol (nói ở Campuchia). Các phương ngữ không hiểu lẫn nhau. Tiếng M'Nông được nghiên cứu đầu bởi nhà ngôn ngữ học Richard Phillips vào đầu những năm 1970.
Nguyễn & Trương (2009) phân chia các phương ngữ như sau:
- M'Nông Preh
- Kuêñ
- Mạ
- M'Nông Nâr (Bu Nâr)
- M'Nông Nông (Bu Nông)
- M'Nông RLăm
- M'Nông Prâng

Lê Bá Thảo et al. (2014:234-235) liệt kê các phân nhóm M'Nông và vị trí tương ứng sau đây:
- M'Nông Gar: tây bắc Lâm Đồng và phía nam hồ Lắk.
- M'Nông Nong: huyện Đắk Nông và huyện Đắk Mil.
- M'Nông Kuênh: huyện Krông Pắc.
- M'Nông Pré: phần lớn tại huyện Đắk Nông và huyện Đắk Mil, và một số tại hồ Lắk.
- M'Nông Prâng: rải rác tại các huyện Đắk Nông và huyện Đắk Mil, một số tại phía nam hồ Lắk và tại Bản Đon, huyện Ea Súp.
- M'Nông Rlăm: huyện Lắk. Có mối quan hệ gần gũi với người Ê-đê.
- M'Nông Bu-đâng: Bản Đon, huyện Ea Súp.
- M'Nông Chỉl: huyện Lắk. Có mối quan hệ gần gũi với người Ê-đê. Một số sống tại huyện Lạc Dương và huyện Đức Trọng, tỉnh Lâm Đồng.
- M'Nông Bu Nor: huyện Đắk Nông và huyện Đắk Mil
- M'Nông Dih Bri: dân số nhỏ tại huyện Đắk Nông; Êa Krông.
- M'Nông Đíp: huyện Đắk Mil và phần phía bắc của tỉnh Sông Bé cũ.
- M'Nông Biat: dân số nhỏ tại tỉnh Sông Bé cũ. Phần lớn sống gần biên giới Việt Nam-Campuchia.
- M'Nông Bu Đêh: tỉnh Sông Bé cũ và tỉnh Đắk Lắk
- M'Nông Si Tô: một nhóm người Mạ (Mạ Tô) tại huyện Đắk Nông bị đồng hoá vào nhóm dân M'Nông (người Mạ "M'Nông hoá").
- M'Nông K’ah: một nhóm người Ê-đê sống rải rác tại các huyện Đắk Nông, Lắk và M'Đrăk bị đồng hoá vào nhóm dân M'Nông (người Ê-Đê "M'Nông hoá").
- M'Nông Phê Đâm: dân số nhỏ tại xã Quảng Tín, huyện Đắk Nông.

Các nhóm M'Nông khác bao gồm M'Nông Rơ Đe, M'Nông R’Ông và M'Nông K’Ziêng.

## Ngữ âm

### Phụ âm
|          |                    | Môi | Lợi | Ngạc cứng | Ngạc mềm | Thanh hầu |
| -------- | ------------------ | --- | --- | --------- | -------- | --------- |
| Tắc      | vô thanh           | p   | t   | c         | k        | ʔ         |
| Tắc      | bật hơi            | pʰ  | tʰ  | cʰ        | kʰ       |           |
| Tắc      | tiền mũi           | ᵐp  | ⁿt  | ᶮc        | ᵑk       |           |
| Tắc      | hút vào            | ɓ   | ɗ   | (ʄ)       | (ɠ)      |           |
| Mũi      | Mũi                | m   | n   | ɲ         | ŋ        |           |
| Xát      | Xát                |     |     | ç         |          | h         |
| R        | R                  |     | r   |           |          |           |
| Tiếp cận | thường             | w   | l   | j         |          |           |
| Tiếp cận | tiền thanh hầu hoá | ʔw  |     | ʔj        |          |           |

- Các phụ âm hút vào /ʄ, ɠ/ có thể khác nhau giữa các phương ngữ.[7]

### Nguyên âm
|      | Trước | Giữa | Sau  |
| ---- | ----- | ---- | ---- |
| Đóng | i iː  | ɨ ɨː | u uː |
| Giữa | e eː  | ə əː | o oː |
| Mở   | ɛ ɛː  | a aː | ɔ ɔː |

## Từ vựng
Từ vựng M'Nông, theo Nguyễn & Trương (2009):
| Việt     | Preh                  | Bu Nông | Bu Nâr | Prâng       | RLăm                            | Mạ      | Kuêñ     |
| -------- | --------------------- | ------- | ------ | ----------- | ------------------------------- | ------- | -------- |
| đầu      | bôk                   | bôt     | puôl   | bôô         | Buk / Bôk                       | bô̆      |          |
| mắt      | măt, play             | măt     | mă     | măt         | Mat / Măt                       | măt     |          |
| mặt      | măt                   | năp     |        | muh măt     | Mŭh mat (Môh mat)               | muh măt |          |
| mũi      | muh                   | muh     | kmu    | muh         | Mŭh / Môh                       | muh     |          |
| lưỡi     | mpiăt, piăt           | mpiăt   |        | mpiêt       | Piat                            | mpiêl   |          |
| miệng    | mbung                 | mbung   | mur    | mbung, ndôi | Dơk, mbung                      | mbung   |          |
| bụng     | ndŭl, dâng, proch     | ndŭl    | rung   | klŭng       | Ndư̆l, khŭng, prueč              | njul    |          |
| chân     | jâng, chưng           | jâng    | chưng  | joơ̆ng       | Jăng, Jơ̆ng                      | jơng    |          |
| da       | ntô                   | n'tô    | h'đo   | l'tău       | Tâo-sơ̆k hoặc Tâo-săk            | klơ̆ tau |          |
| chó      | so                    |         |        |             | Sâo                             |         | sô       |
| mèo      | meo, eo, mieo         | meo     | meo    | meo         | Miâo / Miêo                     | meo     | meo      |
| chim     | sĭm, klang            | sĭm     | sim    | sêêm        | Sư̆m                             | sêm     | sim      |
| cá       | ka                    | ka      | ka     | kăanh       | Ka                              | ka      |          |
| mẹ       | mễ                    | mê, mễ  | mễ     | măi         | Mei                             | mễ      | mư       |
| bông     | dêh                   | dêh     |        | cri, đê̆h    | Dih / Dêh                       | sơni    |          |
| nam      | bu klôm pơdơng, nhŭng | bu klô  |        | diih da     | Tlâo                            | bơ kơi  |          |
| ăn       | sa, sông              | sa      | kha    | saah        | Sung , sông, Sa, Hư̆p, Hư̆č , Hĭč | sa, hưp | sa       |
| mua      | rvăt, pơk             | rvăt    | rôt    | hun         | Ruat                            | blơi    | tach     |
| cho      | khŭt                  | ân      | ănh    | ăi          | Ăn , Ân                         | ai      | ê, it    |
| cười     | gâm                   | gâm     | n'hot  | gâm         | Ño, Gơm                         | tjo     |          |
| khóc     | nhĭm                  | nhim    | ngêm   | niim        | Ñim                             | nim     |          |
| bơi      | gâm, wah              | re      |        | răi         | Rei                             | re      |          |
| mới      | mhê, êng              | mhê     | dĭ he  | uc          | Mhei                            | pa      | mhê      |
| khô      | kro, prăng, sơh, wai  | kro     | kro    | rău         | Rĕñ                             | ranh    |          |
| đen      | krăk, ôch             | ôch     | kră    | ỗn          | Jŭ / Jô̆                         | ônh     |          |
| đỏ       | chăng                 | gŭr     | kunr   | căng, be    | Brung (brung brung)             | kăng    | chơr     |
| mặt trời | nar, măt nar          | măt nar | mă nar | măt ngăi    | Năr hoặc Nar                    | tơ gai  | mat ta   |
| ngày     | nar                   | nar     | nar    | kla ngăi    | Năr hoặc Nar, năng              | năng    | ngê      |
| mây      | tŭk, tâm mih          | tŭk     |        | tô          | Dak-Tŭk                         |         |          |
| đất      | neh                   | neh     | net    | tiêh        | Teh                             | u       | tọh, teh |
| lửa      | ŭnh                   | ŭnh     | ĭnh    | ôih         | Ư̆ñ                              | ôs      |          |

### Số đếm
Bảng so sánh số đếm tiếng M'Nông trong các phương ngữ khác nhau, theo Nguyễn & Trương (2009).
| Số | Preh          | Bu Nông | Bu Nâr     | Prâng     | RLăm        | Mạ            | Kuêñ |
| -- | ------------- | ------- | ---------- | --------- | ----------- | ------------- | ---- |
| 1  | du, ngoay, hŏ | muay    | waay       | dul       | Muei / Muôi | dul           | đu   |
| 2  | bar           | bar     | ra'r       | baar      | Bar         | bar           | par  |
| 3  | pê            | pê      | per        | păi       | Pei         | pê            |      |
| 4  | puăn          | puăn    | waam       | puôn      | Puan        | puôn          |      |
| 5  | prăm          | prăm    | t'rơ̆m, năm | prăm, năm | Pram / Prăm | jorăm, sơ năm | snăm |
| 6  | prau          |         |            |           | Proh        |               |      |
| 7  | poh           | poh     | pops       | pŏh       | Poh         | poh           | pêh  |
| 8  | pham          |         |            |           | Pham        |               |      |
| 9  | dŭm, sĭn      | sĭn     | chĭnh      | sin       | Sư̆n / Sĭn   | sin           |      |
| 10 | jât           | jât     | dư         | joơt      | Măt         | jơt           |      |